# Ambo (província)
Ambo é uma província do Peru localizada na região de Huánuco. Sua capital é a cidade de Ambo.

## Distritos da província
- Ambo
- Cayna
- Colpas
- Conchamarca
- Huacar
- San Francisco
- San Rafael
- Tomay Kichwa